# Abrau-Durso

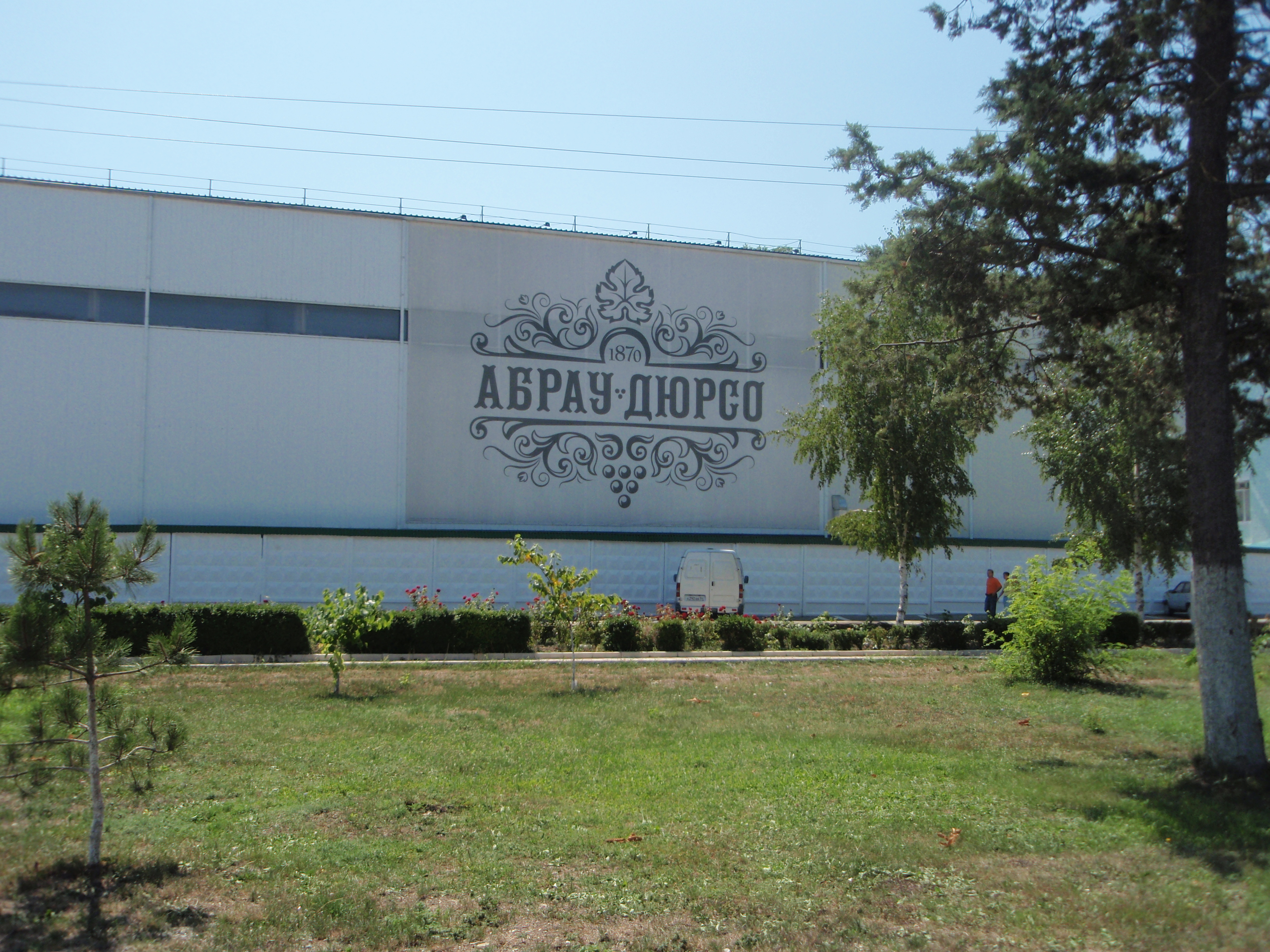
Sede da vinícola Abrau-Durso

Abrau-Durso (em russo:  Абрау-Дюрсо) é uma empresa vinícola russa, listada na Bolsa de Moscou sob a sigla ABRD e pertencente ao empresário Boris Titov. É sediada na vila de Abrau-Durso, na região de Krasnodar Krai. Trata-se de uma das principais vinícolas da Rússia, e é especializada em vinhos espumantes. A vinícola também opera um hotel, spa e restaurante.
A região de Abrau-Durso é descrita como sendo uma das melhores regiões vinícolas da Russia, tendo recebido substancial apoio do governo russo.

## Histórico
A vinícola foi fundada em 1870 por decreto do então Tsar Alexandre II.
A vinícola teve sua produção substancialmente elevada após 1891, com a nomeação do Príncipe Golitsynas de Romanov como diretor da vinícola. Em 1894, L. S. Golitsyn construiu uma adega para 10 mil tonéis de vinho, e em 1897 outras 5 instalações similares já haviam sido construídas, concentrando a produção de espumantes. O primeiro rótulo, com 13 mil unidades foi produzido sob a supervisão de especialistas franceses no ano de 1896. Em dezembro de 1898, a primeira série de espumantes sob o rótulo Abrau foi lançada, com um total de 25 mil garrafas. O volume da produção, embora significativo para o contexto local, era pequeno em comparação aos produtores europeus ocidentais, sendo os espumantes fornecidos exclusivamente para a Corte Imperial e para a aristocracia.
No início do século XX, especialistas franceses foram convidados para aprimorar a produção de espumantes, treinando o enólogo Victor Dravinyi, que chefiou a produção entre 1905 a 1919.
Após a Revolução Russa a vinícola foi estatizada, e em 1920 transformada no sovkhoz "Abrau-Durso", passando a chefia da mesma a A. M. Frolov-Bagreev, o qual foi responsável pela produção do primeiro lote de espumantes soviético com um total de 36 mil garrafas.
Em 2003, a empresa então pertencente ao Governo da Federação Russa foi privatizada e passou por um grande processo de modernização.